# کلورمیدازول
کلورمیدازول (انگلیسی: Chlormidazole) (INN، همچنین به عنوان کلومیدازول شناخته می‌شود) یک داروی ضد قارچ از خانواده آزول و ضد اسپاسم است.

## سنتز

Chlormidazole synthesis: Herrling et al., (1959 to Grünenthal).